# Mezamor (Fluss)
Der Mezamor (armenisch Մեծամոր auch Sewdschur, armenisch Սեւջուր genannt;  engl./franz. Transkription Metsamor bzw. Sevjur; in früherer Zeit türkisch auch Karasu) ist ein linker Nebenfluss des Aras im Kaukasus. Die Namen Sewdschur und Karasu bedeuten wörtlich übersetzt Schwarzwasser.
Der gesamte Flusslauf des Mezamor liegt in Armenien in der Provinz Armavir. Linker Nebenfluss ist der Kassagh. Von seiner Quellregion fließt der Fluss zunächst nach Osten, wo er das Wasser des Kassagh aufnimmt, und dann nach Südosten, wo er schließlich in den Aras mündet, der dort die Grenze zwischen Armenien und der Türkei bildet.
Einer der Ursprünge des Mezamor, der sich hauptsächlich aus Quellen, welche von Grundwasserleitern gespeist werden und Feuchtgebiete an der Oberfläche bilden, speist, ist ein kleiner See zwischen der modernen Stadt Mezamor und Aknalich. In den Feuchtgebieten am sehr langsam fließenden Mezamor leben viele seltene Wassertier- und Sumpftierarten.
Dem Fluss wird viel Wasser für die Kühlung des Kernkraftwerks Mezamor und für Bewässerungszwecke entzogen.